# FK Horizont Turnovo
Der FK Horizont Turnovo (mazedonisch ФК Хоризонт Турново) ist ein nordmazedonischer Fußballverein aus dem Ort Turnovo bei Strumica. Seit 2009 spielt der Verein in der Vtora Makedonska Liga.

## Geschichte
Der Fußballverein FK Turnovo wurde im Jahre 1950 gegründet und spielt seit 2009 in der höchsten mazedonischen Spielklasse, der Prva Makedonska Liga, nachdem er 2008 die Meisterschaft der zweiten mazedonische Liga errungen hatte. Ebenfalls 2008 wurde die mazedonische Firma Horizont Hauptsponsor des FK und der Verein benannte sich in FK Horizont um. In der Saison 2012/13 belegte der FK Horizont den 3. Platz und qualifizierte sich somit zum ersten Mal in der Vereinsgeschichte für einen europäischen Wettbewerb.

## Europapokalbilanz
| Saison  | Wettbewerb         | Runde                  | Gegner                 | Gesamt          | Hin     | Rück          |
| ------- | ------------------ | ---------------------- | ---------------------- | --------------- | ------- | ------------- |
| 2013/14 | UEFA Europa League | 1. Qualifikationsrunde | Sūduva Marijampolė     | 4:4 (5:4 i. E.) | 2:2 (A) | 2:2 n. V. (H) |
| 2013/14 | UEFA Europa League | 2. Qualifikationsrunde | Hajduk Split           | 2:3             | 1:2 (A) | 1:1 (H)       |
| 2014/15 | UEFA Europa League | 1. Qualifikationsrunde | Tschichura Satschchere | 1:4             | 0:1 (H) | 1:3 (A)       |

Gesamtbilanz: 6 Spiele, 3 Unentschieden, 3 Niederlagen, 7:11 Tore (Tordifferenz −4)